# Dracaena timorensis
Dracaena timorensis är en sparrisväxtart som beskrevs av Carl Sigismund Kunth. Dracaena timorensis ingår i släktet dracenor, och familjen sparrisväxter. Inga underarter finns listade i Catalogue of Life.